# Барбара Бейтс
Барбара Бейтс (англ. Barbara Bates; нар. 6 серпня 1925, Денвер, Колорадо, США — пом. 18 березня 1969, там же) — американська акторка телебачення і кіно та модель.

## Біографія
Народилася 6 серпня 1925 року в Денвері (штат Колорадо, США). Мала двох молодших сестер.
За свою 17-річну кінокар'єру, що тривала в 1945—1962 року, Барбара Бейтс знялася в 37-ми фільмах і телесеріалах.
27 березня 1945 року одружилася з публіцистом Сесілем Коеном, з яким була у шлюбі 21 рік до його смерті від раку 25 січня 1967 року. У грудні 1968 року одружилася зі спортивним коментатором Вільямом Рідом, з яким була 3 місяці до своєї смерті в березні 1969 року. Дітей не мала.
43-річна Бейтс покінчила життя самогубством 18 березня 1969 року, отруївшись чадним газом у гаражі своєї матері в Денвері (штат Колорадо, США).

## Фільмографія
| Рік  |   | Українська назва            | Оригінальна назва       | Роль            |
| ---- | - | --------------------------- | ----------------------- | --------------- |
| 1945 | ф | Саломея, яку вона танцювала | Salome Where She Danced | дівчина Саломея |
| 1949 | ф | Ревізор                     | The Inspector General   | Ліза            |
| 1950 | ф | Все про Єву                 | All About Eve           | Феба            |
| 1958 | ф | Територія Апачів            | Apache Territory        | Дженніфер Фейр  |